# November Rain
November Rain (englisch für „Novemberregen“) ist ein Lied der US-amerikanischen Hard-Rock-Band Guns N’ Roses, das auf dem Album Use Your Illusion I zu finden ist. Geschrieben wurde der Song von dem Sänger und Frontmann der Band Axl Rose, die Urheberschaft teilten sich jedoch alle Bandmitglieder. Der Song ist eine Ballade von zirka neun Minuten Länge und reiht sich damit in die Liste bekannter epischer Balladen wie Stairway to Heaven von Led Zeppelin oder Bohemian Rhapsody von Queen ein. In den USA erschien die Single-Version des Liedes im Juni 1992.

## Musik
Der Instrumentalbereich wurde aufwändig gestaltet, viele Synthesizer und Keyboards wurden verwendet. Hauptsächlich hört man im gesamten Lied das Klavier und die Stimme von Axl Rose und viele lange Soli von Slash. Außerdem wird das Lied mit einem Backgroundchor und einem Synthesizerorchester unterlegt. Nach zirka 7 Minuten kippt die fröhliche und heitere Stimmung in ein raues Gitarrensolo, das bis zum Ende andauert.

## Text
Durch den Text lässt sich besonders erkennen, dass es sich um eine Liebesballade handelt. Es soll eine Liebeserklärung an eine Frau darstellen.
Anfang des Textes:
When I look into your eyes 

I can see a love restrained

But darlin’ when I hold you

Don’t you know I feel the same

But nothin’ lasts forever

And we both know hearts can change

And it’s hard to hold a candle

In the cold november rain
Deutsche Übersetzung:
Wenn ich in deine Augen sehe

Kann ich eine zurückgehaltene Liebe sehen

Aber Liebling wenn ich dich festhalte…

Weißt du nicht, dass ich dasselbe fühle?

Aber nichts hält für immer

Und wir beide wissen, dass Gefühle sich ändern können

Und es ist schwer, eine Kerze zu halten

im kalten Novemberregen

## Musikvideo
Das Video wurde mit einem Budget von 1,5 Millionen Dollar realisiert und gehört damit zu den zwanzig teuersten Musikvideos aller Zeiten. In der Langversion des Videos (9:16 Minuten) erscheint zum Schluss die Einblendung, dass dieses Video auf der Geschichte Without You des Autors Del James basiert. Diese handelt von einem Rockstar, der einer Partnerin hinterhertrauert, welche sich mit einem Kopfschuss das Leben nahm, nachdem sie ihn beim Fremdgehen erwischt hatte.
Am Anfang sieht man in einer Schwarzweiß-Szene Axl Rose, wie er zu Bett geht und Tabletten einnimmt. Auch eine Flasche Whisky ist auf dem Nachttisch zu sehen. Die eigentliche Geschichte wird immer wieder von Schwarzweiß-Sequenzen, in denen sich der schlafende Rose unruhig im Bett hin und her wälzt, unterbrochen, was suggeriert, dass es sich bei der Haupthandlung nur um einen Alptraum handelt. Dazu kommen Szenen von einem Live-Auftritt der Band mit Orchester.
Die Haupthandlung beginnt mit der Hochzeit von Axl Rose und seiner damaligen Freundin Stephanie Seymour, bei der neben vielen Gästen auch die Band zugegen ist.
Slash bemerkt, dass er die Eheringe vergessen hat, aber Duff McKagan hilft mit seinen eigenen Ringen aus. Slash verlässt als erster die märchenhaft wirkende Hochzeit und spielt vor der Kirche (die anscheinend in einer Steppenlandschaft steht) sein erstes Solo. Schließlich verlassen auch Rose und Seymour die Hochzeit, danach spielt Slash erneut ein Solo. Die nächste Szene zeigt die Feierlichkeiten nach der Hochzeit, bei der angestoßen und getanzt wird. Plötzlich zieht ein heftiger Regen auf und alle versuchen sich zu retten, wobei eine Person durch den Hochzeitskuchen springt und alles in einem Chaos endet.
Nach einem weiteren Szenenwechsel sieht man dieselbe Kirche noch einmal, aber jetzt nur einen Pfarrer, wenige Gäste, den trauernden Rose und einen offenen Sarg, in dem Seymour liegt. Die Hälfte von Seymours Gesicht ist bedeckt, mit einem Spiegel in der Mitte, was suggeriert, dass ihre linke Gesichtshälfte entstellt ist, wie etwa nach einem Kopfschuss. Hierzu kommt das letzte Gitarrensolo von Slash, zu dem er in den Live-Sequenzen auf Roses Klavier steigt. Wie auch bei der Hochzeit beginnt es während der Beerdigung heftig zu regnen. In einer letzten Sequenz wirft Seymour den Brautstrauß, der sich im Flug rot verfärbt und auf ihrem Sarg zu liegen kommt. In einer letzten Schwarzweiß-Sequenz schreckt Rose aus dem Schlaf hoch. Zuletzt sieht man ihn am Boden zerstört vor dem offenen Grab sitzen.
Mit mehr als 2,1 Milliarden Aufrufen war das Video 2018 eines der meistgesehenen auf dem Videoportal YouTube.

## Kommerzieller Erfolg

### Chartplatzierungen
| ChartsChartplatzierungen       | Höchstplatzierung | Wochen |
| ------------------------------ | ----------------- | ------ |
| Deutschland (GfK)              | 9 (51 Wo.)        | 51     |
| Österreich (Ö3)                | 27 (2 Wo.)        | 2      |
| Schweiz (IFPI)                 | 8 (20 Wo.)        | 20     |
| Vereinigte Staaten (Billboard) | 3 (20 Wo.)        | 20     |
| Vereinigtes Königreich (OCC)   | 4 (7 Wo.)         | 7      |

| ChartsJahrescharts (1992)      | Platzierung |
| ------------------------------ | ----------- |
| Deutschland (GfK)              | 13          |
| Vereinigte Staaten (Billboard) | 17          |

### Auszeichnungen für Musikverkäufe
| Land/Region                  | Auszeichnungen für Musikverkäufe (Land/Region, Auszeichnung, Verkäufe) | Verkäufe  |
| ---------------------------- | ---------------------------------------------------------------------- | --------- |
| Australien (ARIA)            | 4× Platin                                                              | 280.000   |
| Brasilien (PMB)              | Platin                                                                 | 60.000    |
| Dänemark (IFPI)              | Platin                                                                 | 90.000    |
| Deutschland (BVMI)           | Gold                                                                   | 250.000   |
| Italien (FIMI)               | Platin                                                                 | 30.000    |
| Neuseeland (RMNZ)            | 3× Platin                                                              | 90.000    |
| Niederlande (NVPI)           | Gold                                                                   | 50.000    |
| Spanien (Promusicae)         | Platin                                                                 | 60.000    |
| Vereinigte Staaten (RIAA)    | Gold                                                                   | 500.000   |
| Vereinigtes Königreich (BPI) | Platin                                                                 | 600.000   |
| Insgesamt                    | 3× Gold · 12× Platin ·                                                 | 2.010.000 |

Hauptartikel: Guns N’ Roses/Auszeichnungen für Musikverkäufe

## Besetzung
- Gesang, Klavier, Keyboard, Synthesizer, Backgroundgesang: Axl Rose
- Lead- und Rhythmusgitarre: Slash
- Rhythmusgitarre, Backgroundgesang: Izzy Stradlin
- Bass, Backgroundgesang: Duff McKagan
- Schlagzeug, Backgroundgesang: Matt Sorum
- Backgroundgesang: Dizzy Reed
- Synthesizer: Johann Langlie
- Backgroundgesang: Shannon Hoon
- Backgroundgesang: Stuart Bailey
- Backgroundgesang: Reba Shaw